# Chirens
Chirens este o comună în departamentul Isère din sud-estul Franței. În 2009 avea o populație de 2.089 de locuitori.

## Evoluția populației
| An        | 1975  | 1982  | 1990  | 1999  | 2006  | 2009  |
| --------- | ----- | ----- | ----- | ----- | ----- | ----- |
| Populație | 1.002 | 1.463 | 1.806 | 1.889 | 1.946 | 2.089 |